# Angarnssjöängen

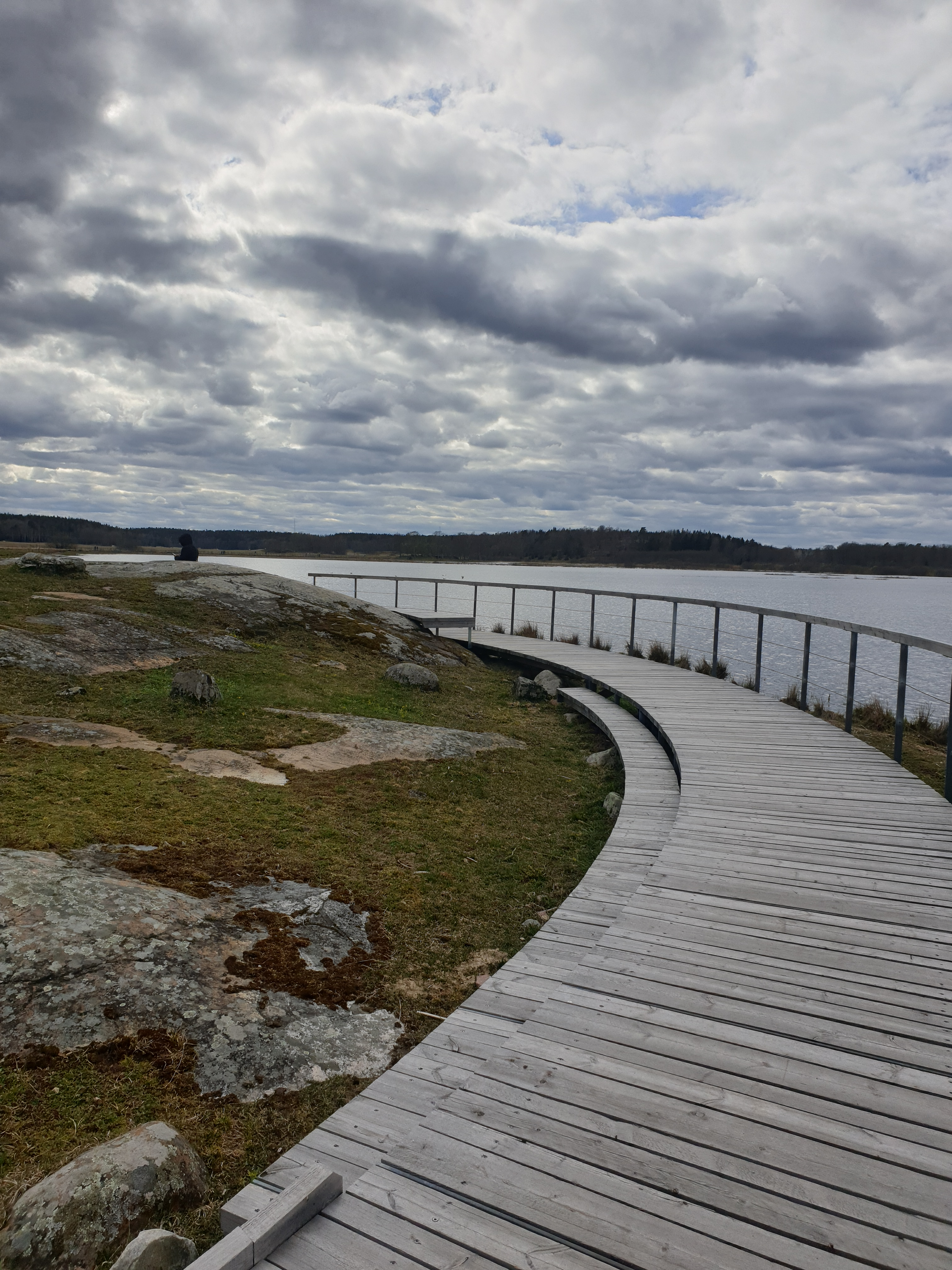
Angarnsjöängen har plattform för rullstolar.

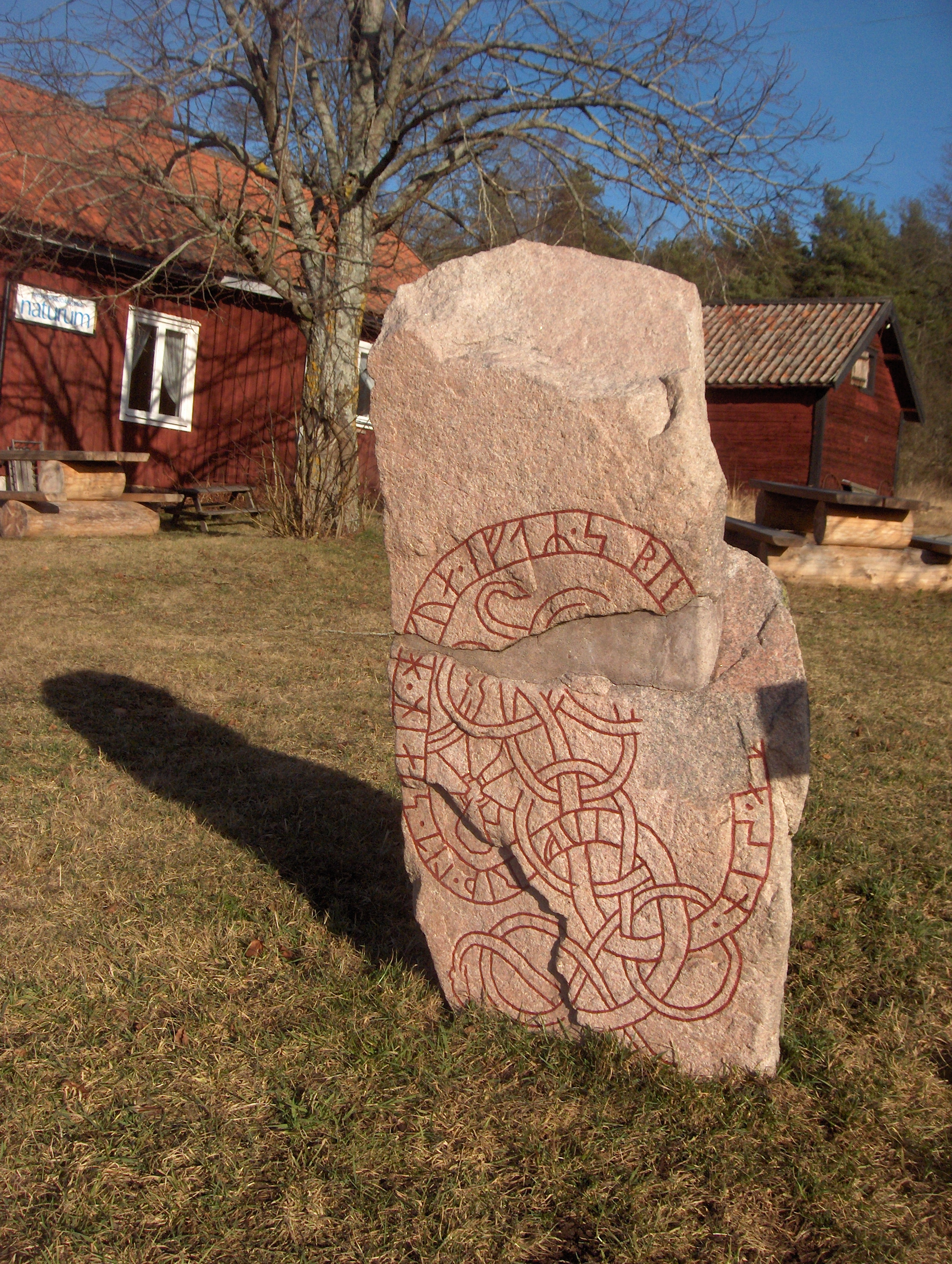
Runsten U 211 nära Angarnsjöängen

Angarnssjöängen (ibland stavat Angarnsjöängen) är ett naturreservat i Vallentuna kommun i Stockholms län. Det ligger ungefär tre-fyra mil nordost om centrala Stockholm. 
Området är naturskyddat sedan 1982 och är 565 hektar stort. Reservatet omfattar våtmarken Angarnssjöängen, öppen mark däromkring och en liten skogshöjd i söder. Reservatet består av odlad mark, löv- och ädellövskog och barrskog med inslag av lövträd. 
Våtmarkens vattennivå varierar med vädret; varje vår stiger vattenytan dramatiskt på grund av snösmältningen och framåt sensommaren-hösten är vattennivån ganska låg, vilket skapar bra rastplatser för vadare etc. En restaurering av våtmarkerna 1992 antalet ökade häck- och rastfåglar markant både till numerär och artantal. Totalt har 250 fågelarter observerats genom åren.

## Fornlämningar
I närheten av våtmarken finns Örstaristningen, en hällristning från bronsåldern. I reservatet finns även flera gravfält från järnåldern och fornborgen Klosterbacken.
Vid Örsta finns också en 1,45 meter hög runsten av röd granit med beteckningen U 211. Dess inskrift lyder: Jofrid lät hugga stenen efter Spjällbode, sin ....